# Šaswar Celal

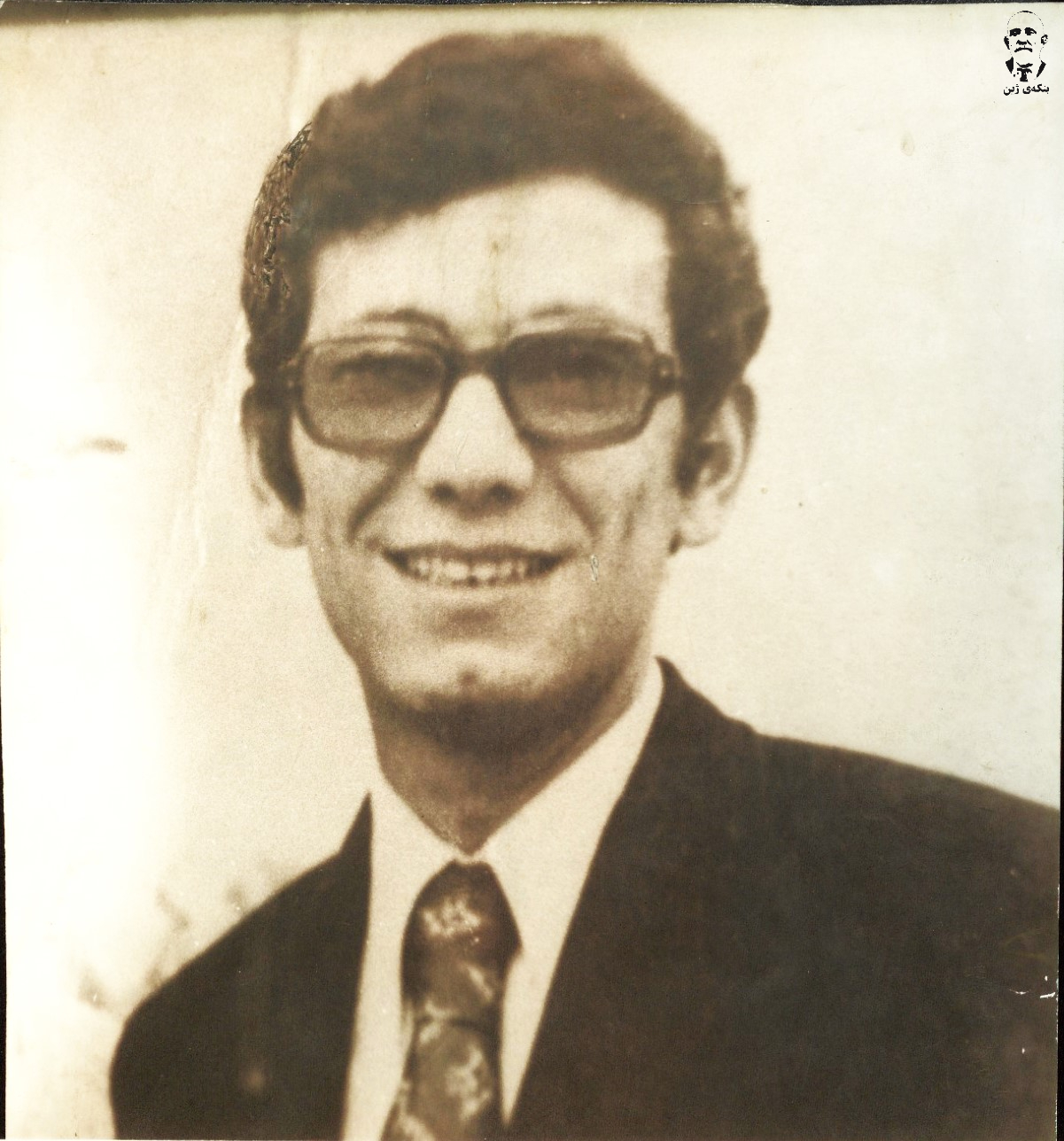
Šaswar_Celal

Šaswar Celal (Sorani: شاسوار جەلال سەعید , geb. 1946; gest. 1978, Deckname: Kak Aram) war der erste Sekretär der Patriotischen Union Kurdistans.

## Leben
Celal wurde in einer Berzincî-Scheich-Familie geboren. Er  begann seine politische Aktivität in der Studentenorganisation der Demokratischen Partei Kurdistans und gehörte zu den Mitgründern der Komala, einer Gruppe von linken Kritikern des Führungsstils Mustafa Barzanis. Aus dieser ging nach der Niederlage Barzanis gegen die irakischen Baathisten 1975 die Patriotische Union Kurdistans (PUK) hervor, deren erster Sekretär Celal wurde. Nachdem der irakische Geheimdienst die Organisationsstruktur der PUK 1976 aufdeckte, mussten ihre Aktivisten aufs Land und in die Berge flüchten. Dort, im Qaradagh-Gebiet, baute der ursprünglich intellektuelle Städter Kontakt zur Landbevölkerung auf und nahm 1977 ein Bewässerungsprojekt in Angriff. Anfang 1978 wurde er von bewaffneten Kurden ermordet.
Celal plädierte für eine multiethnische, nicht auf die Kurden beschränkte „marxistisch-leninistische Kampfunion im Irak“. Für Anhänger dieser Orientierung kam die Bezeichnung  'îraqçî auf, die kurdistançî setzten demgegenüber eher auf eine kurdisch-nationalistische Linie.  Um die Fehler von Einparteiendogma, Konkurrenz und autoritärem Führungsstil zu vermeiden, wollte er den Charakter der PUK als Front und Zusammenschluss aus verschiedenen Organisationen bewahren.  Er begründete die Zeitung Aļa–î Šoŗš (Flagge der Revolution), die nach seiner Ermordung eingestellt wurde. Spätere Kritiker des Führungsstils Talabanis und Mustafas gründeten in den 1980er Jahren eine Fraktion gleichen Namens in der PUK, die aber von der Führung zerschlagen wurde.

## Schriften
- Halbejârdinêk le nûsînekan-î šehîd Aram. (Sorani: Ausgewählte Schriften des Märtyrers Šaswar Celal), Nauzeng, PUK 1980